# Божо Вулетић
Божо Вулетић (Дубровник, 1. јул 1958) бивши је југословенски ватерполиста.

## Спортска каријера
Рођен је у Дубровнику 1. јула 1958. године. За први тим дубровачког Југа играо је од 1973. до 1984. године. Са том екипом је освојио титулу првака Југославије 1980, 1981, 1982. и 1983. године. Куп Југославије освојен је 1981. и 1983. године. Највећи успех тадашње Југове генерације било је освајање титуле првака Европе 1981. године. Био је најбољи стрелац првенства Југославије 1982. године.
За репрезентацију Југославије наступио је 58 пута. Од великих такмичења, прво на којем је играо било Светско првенство 1982. године. Круна Вулетићеве играчке каријере је златна медаља освојена са Југославијом 1984. године на Олимпијским играма у Лос Анђелесу.
Након завршетка играчке каријере, радио је као ватерполо тренер у неколико италијанских клубова.

## Успеси
Играч
Југославија
- медаље
- злато : Олимпијске игре Лос Анђелес 1984.